# Parasterope iota
Parasterope iota is een mosselkreeftjessoort uit de familie van de Cylindroleberididae. De wetenschappelijke naam van de soort is voor het eerst geldig gepubliceerd in 2007 door Kornicker, Harrison-Nelson & Coles.